# Jean de Vauzelles
Jean de Vauzelles (* 1495 in Lyon; † 1563) war ein französischer Humanist und Dichter.

## Leben und Werk
Jean de Vauzelles wuchs in einer Lyoner Notarsfamilie auf, wurde vom Denken des Erasmus von Rotterdam und des Juan Luis Vives geprägt und studierte in Italien. Er wurde in Rechtswissenschaft promoviert und auch zum Priester geweiht. Er war Pfarrer an verschiedenen Orten und ab 1527 Prior der Priorei Montrottier, die von der Benediktinerabtei Savigny abhing. Bei der Lyoner Hungersnot von 1531 spendete er reichlich und war Mitorganisator der Aumône générale, einer Art allgemeiner Sozialhilfe und Krankenversorgung. Gleichzeitig war er im Kontakt zu den Lyoner Dichtern und Intellektuellen und zu Margarete von Navarra, die ihn zum vortragenden Rat (Maître des requêtes) machte. Für sie übersetzte er die Evangelienharmonie Die evangelisch Hystori (1525) des Otmar Nachtgall ins Französische: Hystoire évangélique des quatre évangélistes en ung fidèlement abrégée (1526). 1533 organisierte er den Einzug des Königs in Lyon. Später übersetzte er gegenreformatorische Schriften Pietro Aretinos aus dem Italienischen und arbeitete mit Santi Pagnini an der Erforschung des Hebräischen.

## Werke (Auswahl)
- Police subsidiaire à celle quasi infinie multitude des povres, survenuz à Lyon sur le Rosne l’an mil cinq cens XXXI... Dung vray zelle.
  - (moderne Ausgabe) Assistance donnée à la multitude des pauvres accourus à Lyon en 1531, avec leurs actions de grâces, par Jean de Vauzelles. Nouvelle édition. Hrsg. Henri-Louis Baudrier (1815–1884). Lyon 1875.
- Les simulachres & historiees faces de la mort, autant elegamment pourtraictes, que artificiellement imaginées. Contenant la medecine de l’ame, utile & necessaire non seulement aux malades, mais à tous qui sont en bonne disposition corporelle. D’avantage, la forme & maniere de consoler les malades. Lyon 1538, 1542. (41 Totentanzbilder nach Hans Holbein dem Jüngeren mit Gedichten von Vauzelles, einer der erfolgreichsten Bildbände der Renaissance)
  - (moderne Ausgabe) La Danse macabre de Hans Holbein. 1538. Paris 1970. (Einleitung von Paul Ahnne)
- (Übersetzer) Trois livres de l’Humanité de Jésuchrist, divinement descripte et au vif représentée par Pierre Aretin. Nouvellement traduictz en françois. Trechsel, Lyon 1539.
  - (moderne Ausgabe) Trois livres de l’humanité de Jésus-Christ. Hrsg. Elsa Kammerer. Éditions ENS, Paris 2004. (Vorwort von Marie-Madeleine Fontaine)
- (Übersetzer) La Genese de M. Pierre Aretin, avec la vision de Noë, en laquelle il veit les mysteres du Vieil & Nouveau Testament, divise en trois livres. Nouvellement traduict de thuscan en francoys. Gryphius, Lyon 1542.
- Poésies de Matthieu et de Jehan de Vauzelles. Hrsg. Ludovic de Vauzelles. Lyon 1877.